# Championnats du monde de duathlon 1998
Navigation
Édition précédente Édition suivante
Les Championnats du monde de duathlon 1998 présentent les résultats des championnats mondiaux de duathlon en 1998 organisés par la fédération internationale de triathlon.
Ces 9e championnats se sont déroulés à Sankt Wendel en Allemagne le 23 août 1998.

## Distances parcourues
| Distances course (kilomètres) | Distances course (kilomètres) | Distances course (kilomètres) |
| Course à pied                 | Cyclisme                      | Course à pied                 |
| ----------------------------- | ----------------------------- | ----------------------------- |
| 10                            | 40                            | 5                             |

## Résultats

### Élite
| Rang               | Athlète        | Pays      | Temps           |
| ------------------ | -------------- | --------- | --------------- |
| Médaille d'or      | Yann Millon    | France    | 1 h 53 min 27 s |
| Médaille d'argent  | Nicolas Lebrun | France    | 1 h 53 min 50 s |
| Médaille de bronze | Andrew Noble   | Australie | 1 h 54 min 07 s |

| Rang               | Athlète               | Pays     | Temps           |
| ------------------ | --------------------- | -------- | --------------- |
| Médaille d'or      | Irma Heeren           | Pays-Bas | 2 h 07 min 32 s |
| Médaille d'argent  | Edwige Pitel          | France   | 2 h 10 min 55 s |
| Médaille de bronze | Dolorita Fuchs-Gerber | Suisse   | 2 h 11 min 12 s |

### Junior
| Rang               | Athlète             | Pays      | Temps |
| ------------------ | ------------------- | --------- | ----- |
| Médaille d'or      | Daniel Berglas      | Suisse    |       |
| Médaille d'argent  | Falk Cierpinski     | Allemagne |       |
| Médaille de bronze | Marcel Zamora Pérez | Espagne   |       |

| Rang               | Athlète           | Pays        | Temps |
| ------------------ | ----------------- | ----------- | ----- |
| Médaille d'or      | Simone Aschwander | Suisse      |       |
| Médaille d'argent  | Lenka Radová      | Tchéquie    |       |
| Médaille de bronze | Lesley Paterson   | Royaume-Uni |       |

## Tableau des médailles
| Rang  | Nation      | Or | Argent | Bronze | Total |
| ----- | ----------- | -- | ------ | ------ | ----- |
| 1     | Suisse      | 2  | 0      | 1      | 3     |
| 2     | France      | 1  | 2      | 0      | 3     |
| 3     | Pays-Bas    | 1  | 0      | 0      | 1     |
| 4     | Allemagne   | 0  | 1      | 0      | 1     |
| -     | Tchéquie    | 0  | 1      | 0      | 1     |
| 6     | Australie   | 0  | 0      | 1      | 1     |
| -     | Espagne     | 0  | 0      | 1      | 1     |
| -     | Royaume-Uni | 0  | 0      | 1      | 1     |
| Total | Total       | 4  | 4      | 4      | 12    |